# Cubex Centrum Praha
Cubex Centrum Praha je multifunkční centrum na Pankráci v Praze 4 v kancelářské budově Trimaran. Nachází se v ulici Na Strži mezi výškovými budovami City Empiria a Panorama Hotel, poblíž metra C, Pankrác. Výstavba probíhala mezi roky 2012 až 2018. Investorem celé budovy je firma Harro Development Praha s.r.o., projektantem rakouská firma S+B Gruppe AG.

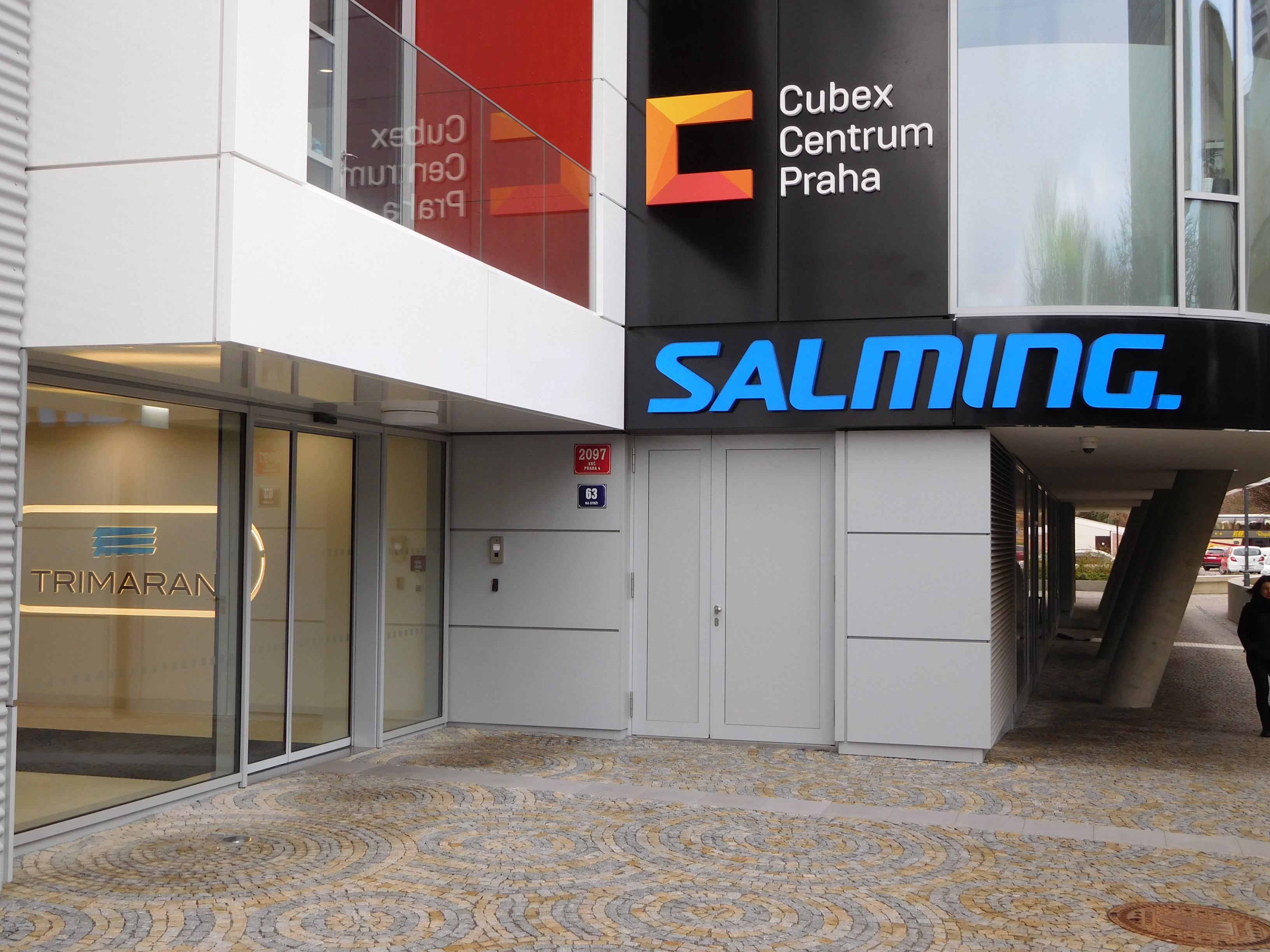
Cubex Centrum - vstup

## Popis
Architektonický návrh vytvořil tým architektonického ateliéru 4a architekti. Projekt je inspirován českou kubistickou architekturou, což také dokazují prvky použité v interiéru. Mez ně patří prolamované zdi a bary, kubisticky řešené stropy, stejně jako doplňky – vázy, dózy, sklenice a další.
Budova má 3 700 m² vnitřních prostorů pro pronájem – pro konferenční a výstavní využití. Celková kapacita centra je 1 200 osob. Hlavní konferenční místnost je pro 1000 lidí a je dělitelná na tři části. Celkem se v centru nachází 8 sálů a salonků. Cubex Centrum Praha, stejně jako celá budova Trimaran, disponuje certifikátem LEED Platinum, označujícím úspornost a efektivitu provozu.